# Касано Мањаго
Касано Мањаго (итал. Cassano Magnago) је насеље у Италији у округу Варезе, региону Ломбардија.
Према процени из 2011. у насељу је живело 21208 становника. Насеље се налази на надморској висини од 257 м.

## Становништво
| 1936. | 1951. | 1961.  | 1971.  | 1981.  | 1991.  | 2001.  | 2011.  |
| ----- | ----- | ------ | ------ | ------ | ------ | ------ | ------ |
| 6.805 | 8.848 | 12.809 | 17.335 | 19.917 | 20.608 | 20.668 | 21.386 |